# Les Avellanes i Santa Linya
Les Avellanes i Santa Linya (em catalão e oficialmente) ou, em castelhano, Avellanes Santa Liña ou Avellanes-Santaliña, é um município da Espanha na comarca de Noguera, província de Lérida, comunidade autónoma da Catalunha. Tem 103,3 km² de área e em 2021 tinha 447 habitantes (densidade: 4,3 hab./km²).

## Demografia
| Variação demográfica do município entre 1991 e 2004 [carece de fontes?] | Variação demográfica do município entre 1991 e 2004 [carece de fontes?] | Variação demográfica do município entre 1991 e 2004 [carece de fontes?] | Variação demográfica do município entre 1991 e 2004 [carece de fontes?] |
| ----------------------------------------------------------------------- | ----------------------------------------------------------------------- | ----------------------------------------------------------------------- | ----------------------------------------------------------------------- |
| 1991                                                                    | 1996                                                                    | 2001                                                                    | 2004                                                                    |
| 485                                                                     | 460                                                                     | 477                                                                     | 476                                                                     |